# Ууно Турхапуро
Ууно Турхапуро — вымышленный гротескный персонаж, главный герой большого цикла финских комедийных телепередач и кинофильмов. Персонаж был придуман Спеде Пасаненом, постоянным исполнителем роли Ууно Турхапуро был Веса-Матти Лойри. Первый раз персонаж появился в «Спеде-шоу» в 1971 году и с небольшим перерывом в 1977 появлялся в этой телепрограмме до 1978 года. Турхапуро приобрёл общенациональную популярность после первых комедийных фильмов с его участием, которых в общей сложности было выпущено 19. Первый фильм вышел на экраны в 1973 году, последний в 2004 году.

## Общая характеристика
Ууно Турхапуро ленивый и неряшливый мужчина, который всегда носит рваную майку в сеточку, у него грязное лицо и щербатый рот, из-за чего в его речи заметен выраженный дефект: звук «д» он произносит как «т». Его жена Элисабет Турхапуро — дочь богатого горного советника Туура (фин. vuorineuvos Tuura). В начале первого фильма имеется сцена их свадьбы, на которой у Турхапуро ещё чистые лицо и одежда, но сразу после свадьбы он резко обленился и обрюзг, потому что женился на богатой женщине. Турхапуро обычно ничем не занят: он лежит на диване, предаётся обжорству или рассуждениям о наследстве свёкра. У Ууно хорошо подвешен язык, и благодаря этому таланту он может улаживать споры с женой, выпрашивать себе бесплатные пирожки в гриле и волочиться за женщинами. Никто не знает, когда у Ууно день рождения, но сцена его празднования открывает фильм «Тупла-Ууно» (1988). В этом фильме один из героев, Сёрсселсён, празднует день труда, но другой герой, Хярски, замечает, что этот праздник прошел две с половиной недели назад. Из этого можно сделать вывод, что день рождения Ууно Турхапуро 8-го или 19-го мая.

## Имя
В «Спеде-шоу» у героя и его жены ещё не было имени. В первом фильме «Ууно Турхапуро», сообщается, что его полное имя — Ууно Ээро Турхапуро. Во втором фильме «Профессор Ууно Д. Г. Турхапуро» его имя звучит как Ууно Даавид Гольят Турхапуро. В следующем фильме «Победитель-лото УКК Турхапуро» Ууно сам меняет своё имя на Ууно Каавит Колят Турхапуроб чтобы его инициалы совпадали с инициалами президента Урхо Калева Кекконена. Ууно всегда представляется в фильмах как начальник Турхапуро, несмотря на то, что он почти всегда сидит без работы. В одном из фильмов выясняется, что «начальником Турхапуро» называл его отец.

## Семья
В детстве Ууно воспитывал отец Хуго Турхапуро, но потом подростком Ууно жил в Хельсинки со своей матерью Гунхилд Доннерсдоттер. У Ууно много братьев: Веийо, Пени Йеремиас, «начальник Тармо», а также мистер Георг Турхапуро.

## Основной сюжет фильмов
Сюжет каждого фильма вертится вокруг проблем и споров Ууно и его свёкра Туура. Туура терпеть не может Ууно из-за его лени и неопрятности. Кроме того, Ууно всегда вмешивается в дела свёкра и мешает ему, Ууно всегда оказывается там, где его не должно быть. При это Ууно очень удачлив, особенно в дни словесных баталий со свёкром. Ууно всегда выигрывает, и по этой причине Туура его ненавидит.

## Дополнительная информация о фильмах
Первоначально создатели фильмов думали, что будет снят только один фильм, но благодаря большому успеху дебютной картины за период с 1973 по 2004 год на экраны вышло в общей сложности 19 фильмов.

## Фильмография
| Официальная фильмография             | Официальная фильмография                                                                                          | Официальная фильмография | Официальная фильмография | Официальная фильмография |
| Год                                  | Фильм | Сценарист                | Режиссёр                 | Зрители                  |
| ------------------------------------ | --- | ------------------------ | ------------------------ | ------------------------ |
| 1973                                 | Ууно Турхапуро (Uuno Turhapuro)                                                                                   | Спеде Пасанен            | Эре Кокконен             | 613 409                  |
| 1975                                 | Профессор Ууно Д. Г. Турхапуро (Professori Uuno D. G. Turhapuro)                                                  | Спеде Пасанен            | Эре Кокконен             | 455 739                  |
| 1976                                 | Lottovoittaja UKK Turhapuro                                                                                       | Спеде Пасанен            | Эре Кокконен             | 480 083                  |
| 1977                                 | Häpy Endkö? Eli kuinka Uuno Turhapuro sai niin kauniin ja rikkaan vaimon                                          | Спеде Пасанен            | Эре Кокконен             | 407 877                  |
| 1978                                 | Rautakauppias Uuno Turhapuro — presidentin vävy                                                                   | Спеде Пасанен            | Эре Кокконен             | 356 953                  |
| 1981                                 | Uuno Turhapuron aviokriisi                                                                                        | Спеде Пасанен            | Эре Кокконен             | 452 656                  |
| 1982                                 | Uuno Turhapuro menettää muistinsa                                                                                 | Спеде Пасанен            | Эре Кокконен             | 572 488                  |
| 1983                                 | Uuno Turhapuron muisti palailee pätkittäin                                                                        | Спеде Пасанен            | Эре Кокконен             | 381 181                  |
| 1984                                 | Uuno Turhapuro armeijan leivissä                                                                                  | Эре Кокконен             | Эре Кокконен             | 750 965                  |
| 1985                                 | Uuno Epsanjassa                                                                                                   | Эре Кокконен             | Эре Кокконен             | 607 939                  |
| 1986                                 | Uuno Turhapuro muuttaa maalle                                                                                     | Эре Кокконен             | Эре Кокконен             | 556 519                  |
| 1987                                 | Uuno Turhapuro — kaksoisagentti                                                                                   | Спеде Пасанен            | Спеде Пасанен            | 352 205                  |
| 1988                                 | Tupla-Uuno | Спеде Пасанен            | Ханну Сейккула           | 245 883                  |
| 1990                                 | Uunon huikeat poikamiesvuodet maaseudulla                                                                         | Спеде Пасанен            | Пертти Меласниеми        | 233 485                  |
| 1991                                 | Uuno Turhapuro herra Helsingin herra                                                                              | Эре Кокконен             | Эре Кокконен             | 383 706                  |
| 1992                                 | Ууно Турхапуро — господин президент Финляндской Республики (Uuno Turhapuro — Suomen tasavallan herra presidentti) | Эре Кокконен             | Эре Кокконен             | 283 118                  |
| 1993                                 | Uuno Turhapuron poika                                                                                             | Спеде Пасанен            | Спеде Пасанен            | 123 858                  |
| 1998                                 | Johtaja Uuno Turhapuro — pisnismies                                                                               | Эре Кокконен             | Эре Кокконен             | 73 581                   |
| 2004                                 | Uuno Turhapuro — This Is My Life                                                                                  | Эре Кокконен             | Эре Кокконен             | 145 000                  |
| Неофициальная фильмография           | |                          |                          |                          |
| Год                                  | Фильм | Сценарист                | Режиссёр                 | Зрители                  |
| 1994                                 | Uuno Turhapuron veli                                                                                              |                          | Ханну Сейккула           | 20 597                   |
| Появления персонажа в других фильмах | |                          |                          |                          |
| Год                                  | Фильм | Сценарист                | Режиссёр                 | Зрители                  |
| 1979                                 | Koeputkiaikuinen ja Simon enkelit                                                                                 |                          | Спеде Пасанен            | 490 439                  |
| 1980                                 | Tup-akka-lakko |                          | Спеде Пасанен            | 317 185                  |
| 1991                                 | Vääpeli Körmy ja vetenalaiset vehkeet                                                                             |                          | Эре Кокконен             | 202 034                  |